# Palistin
Palistin (o Walistin) fue un antiguo reino luvio-aramero situado en lo que hoy es el noroeste de Siria y la provincia turca sudoriental de Hatay. Su existencia fue confirmada por el descubrimiento de varias inscripciones que mencionan a Taita, rey de Palistin.

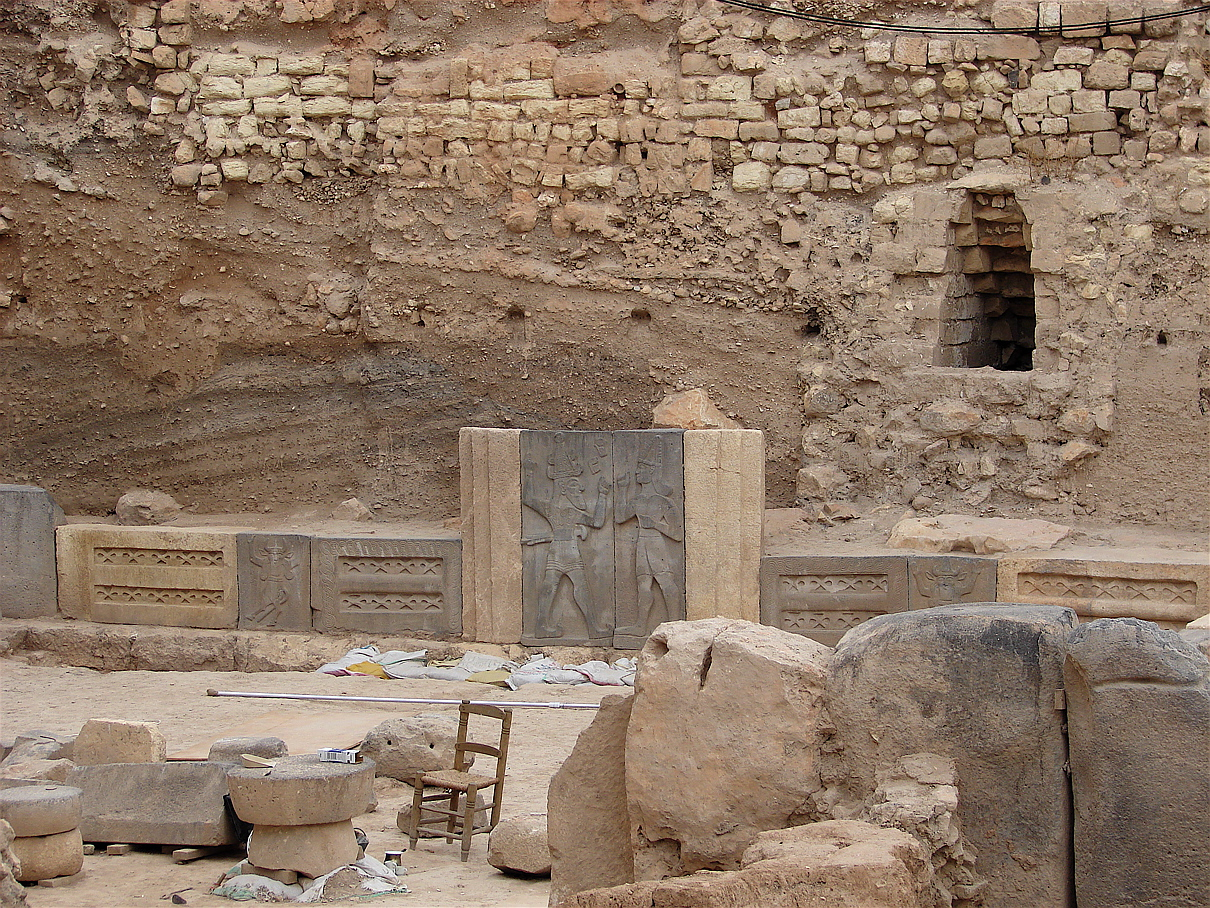
Imagen en relieve del rey Taita (lado derecho del panel central), templo de Hadad, ciudadela de Alepo.

## Historia
Palistin fue uno de los estados luvio-arameos que surgieron en Siria tras el colapso de la Edad del Bronce Final.
El reino se remonta al menos al siglo XI a. C. y se conoce principalmente por las inscripciones de su rey Taita y su esposa. El reino surgió poco después del colapso del Imperio Hitita, del que es uno de los estados sucesores, y abarcaba una zona relativamente extensa, que se extendía al menos desde el valle del Amuq en el oeste, hasta Alepo en el este, pasando por Muhrada y Shaizar en el sur. El profesor Itamar Singer propone que fue el estado predecesor que, una vez desintegrado, dio origen a los reinos de Hamath, Bit Agusi y Pattin (forma abreviada de Palistin).

## Pruebas arqueológicas
Las excavaciones en Tell Tayinat, en la provincia turca de Hatay, que podría haber sido la capital de Palistin, revelaron dos asentamientos, el primero una comunidad agrícola de la Edad del Bronce y el segundo una ciudad siro-hitita de la Edad del Hierro construida sobre el asentamiento agrícola egeo. Palistin está atestiguado como Walistin en una inscripción descubierta en 1936 en el lugar.
Palistin (Watasatina) también está atestiguado en la estela Shaizar, que es el monumento funerario de la reina Kupapiya, la esposa de Taita. Otra estela, descubierta en Mhardeh, bien podría ser el monumento funerario del rey Taita. Ambas estelas mencionan el nombre de Taita, e invocan a una “reina divina de la Tierra”, posiblemente la diosa Kubaba. Lo más importante es que en 2003 se descubrió una estatua del rey Taita con su inscripción en luvita durante las excavaciones realizadas por el arqueólogo alemán Kay Kohlmeyer en la Ciudadela de Alepo.

## Posible relación con los filisteos
Mientras que el hititólogo John David Hawkins dio inicialmente dos transcripciones de las inscripciones de Alepo, Wadasatini y Padasatini, una lectura posterior sugiere una tercera interpretación posible: Palistin. La similitud entre Palistin y los nombres de los filisteos, como la egipcio antiguo Peleset y el hebreo פְּלִשְׁתִּים Plištim, han llevado a los arqueólogos Benjamin Sass,  y Kay Kohlmeyer para dar una hipótesis sobre una conexión. Incluso se ha sugerido, por ejemplo, que la zona alrededor de Kunulua (Calno; Tell Tayinat) podría haber formado parte de un urheimat filisteo.
Gershon Galil sugiere que el rey David detuvo la expansión de los arameos en la Tierra de Israel debido a su alianza con los reyes filisteos del sur, así como con Tou (mencionado en la Biblia), que se identifica con Taita II, rey de Palistin (los Pueblos del mar del norte).
Según Galil, hay ocho inscripciones descubiertas recientemente en diferentes lugares que indican que en esta zona existió un gran reino llamado Palistin, que incluía las ciudades de Hamath, Alepo y Karkemish.
El vínculo propuesto entre los palistinos y los filisteos sigue siendo controvertido. Según el hititólogo Trevor Bryce, la conexión entre los filisteos bíblicos y el reino de Palistin sigue siendo una hipótesis y se necesitan más excavaciones para establecer dicha conexión. Las inscripciones de Shaizar y Meharde aparentemente conservan el etnónimo Walistin y no hay una explicación clara para la alternancia entre un carácter que significa Wa- en las inscripciones de Shaizar y Meharde y uno que significa Pa- en las inscripciones de Alepo.
Si fuera el caso —como han propuesto algunas teorías sobre los Pueblos del mar— que se originaron en el área del Egeo, no hay evidencia de los artefactos de los reinos sirio-hititas en Tell Tayinat, ni pictórica ni filológicamente, que indique un vínculo con las conocidas civilizaciones egeas. Por el contrario, la mayor parte de los descubrimientos en Tell Tayinat indican un estado típico luvita. Por citar dos ejemplos: en primer lugar, los habitantes sirio-hititas utilizaban predominantemente cerámica bruñida roja con tapa, que es totalmente diferente de la cerámica de tipo egeo utilizada por los primeros habitantes agricultores. Y en segundo lugar, los nombres de los reyes de Palistin y los reyes del estado sucesor de Pattin son también hititas, aunque no hay evidencia de un vínculo directo entre Taita y la antigua casa real hitita. Desde entonces se ha propuesto, basándose en pruebas materiales y paralelos epigráficos, que algunos filisteos se asentaron de hecho en Kinalua, viviendo junto a los habitantes indígenas antes de asimilarse a la población luvita de lo que se convirtió en un típico estado neohitita en todo menos en su nombre, que era todo lo que quedaba de los colonos de los Pueblos del mar de la Edad del Hierro I.